# Maxus G50
Der Maxus G50 ist ein Van der zum chinesischen Automobilhersteller SAIC Motor gehörenden Marke Maxus.

## Technische Daten
Für den chinesischen Markt stehen zwei Turbo-Reihenvierzylinder-Ottomotoren  zur Wahl. Sie leisten entweder 120 kW (163 PS) mit 230 Nm maximalem Drehmoment oder 124 kW (169 PS) mit 250 Nm. Wahlweise stehen ein Sechsgangschaltgetriebe oder ein automatisches Siebengang-Doppelkupplungsgetriebe zur Verfügung.
Basierend auf dem G50 wurde auch ein Elektroauto namens Maxus Euniq 5 angeboten. Der Elektromotor leistet 130 kW (177 PS) und hat ein maximales Drehmoment von 310 Nm. Er wird mit einem 52,5-kWh-Akku kombiniert, der eine Reichweite von maximal 325 km ermöglichen soll. Die Höchstgeschwindigkeit liegt bei 160 km/h.